# Prova Z

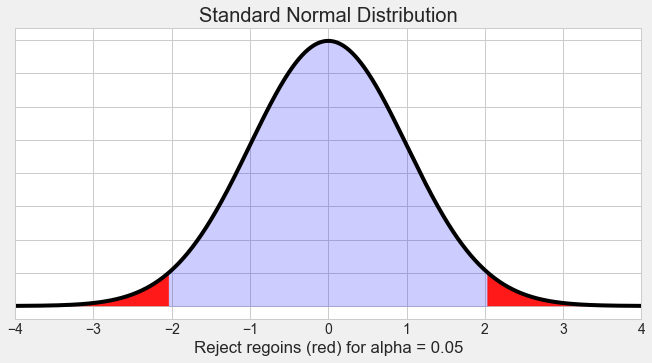

Una prova Z és qualsevol prova estadística per a la qual la distribució sota la hipòtesi nul·la es pot aproximar mitjançant una distribució normal. La prova Z comprova la mitjana d'una distribució. Per a cada nivell de significació en l'interval de confiança, la prova Z té un únic valor crític (per exemple, 1,96 per a un 5% bilateral), cosa que la fa més convenient que la prova t de Student, els valors crítics de la qual es defineixen per la mida de la mostra (mitjançant els graus de llibertat corresponents). Tant la prova Z com la prova t de Student tenen similituds, ja que ambdues ajuden a determinar la significació d'un conjunt de dades. Tanmateix, la prova Z s'utilitza rarament a la pràctica perquè la desviació poblacional és difícil de determinar.

## Aplicabilitat
A causa del teorema del límit central, moltes estadístiques de prova tenen una distribució aproximadament normal per a mostres grans. Per tant, moltes proves estadístiques es poden realitzar convenientment com a proves Z aproximades si la mida de la mostra és gran o es coneix la variància de la població. Si la variància poblacional és desconeguda (i per tant s'ha d'estimar a partir de la mateixa mostra) i la mida de la mostra no és gran ( n < 30), la prova t de Student pot ser més adequada (en alguns casos, n < 50, com es descriu a continuació).

## Procediment
La manera de realitzar una prova Z quan T és una estadística que té una distribució aproximadament normal sota la hipòtesi nul·la és la següent:
Primer, estimeu el valor esperat μ de T sota la hipòtesi nul·la i obteniu una estimació s de la desviació estàndard de T.
En segon lloc, determineu les propietats de T: unicua o bilateral.
Per a la hipòtesi nul·la H0 : μ ≥ μ0 vs. la hipòtesi alternativa H1 : μ < μ0, és de cua inferior/esquerra (unicua).
Per a la hipòtesi nul·la H0 : μ ≤ μ0 vs. la hipòtesi alternativa H1 : μ > μ0, és de cua superior/dreta (unicua).
Per a la hipòtesi nul·la H0 : μ = μ0 vs. hipòtesi alternativa H1 : μ ≠ μ0, és bilateral.
En tercer lloc, calculeu la puntuació estàndard: {\displaystyle Z={\frac {{\bar {X}}-\mu _{0}}{s}},} quins valors p unilaterals i bilaterals es poden calcular com a Φ( Z ) (per a proves de cua inferior/ esquerra ), Φ( − ) (per a proves de cua superior/dreta) i 2Φ( − | Z |) (per a proves bilaterals), on Φ és la funció de distribució acumulativa normal estàndard.

## Ús en proves d'ubicació
1. El terme "prova Z " s'utilitza sovint per referir-se específicament a la prova de localització d'una mostra que compara la mitjana d'un conjunt de mesures amb una constant determinada quan es coneix la variància de la mostra. Per exemple, si les dades observades X 1,... , X n són (i) independents, (ii) tenen una mitjana comuna μ, i (iii) tenen una variància comuna σ 2, aleshores la mitjana mostral X té mitjana μ i variància {\displaystyle {\frac {\sigma ^{2}}{n}}}.
2. La hipòtesi nul·la és que el valor mitjà de X és un nombre donat μ₀. Podem utilitzar X com a estadística de prova, rebutjant la hipòtesi nul·la si X − μ 0 és gran.
3. Per calcular l'estadística estandarditzada {\displaystyle Z={\frac {({\bar {X}}-\mu _{0})}{s}}}, necessitem conèixer o tenir un valor aproximat per a σ², a partir del qual puguem calcular {\displaystyle s^{2}={\frac {\sigma ^{2}}{n}}}. En algunes aplicacions, σ2 és conegut, però això no és habitual.
4. Si la mida de la mostra és moderada o gran, podem substituir la variància mostral per σ2, donant una prova de complement. La prova resultant no serà una prova Z exacta, ja que no es té en compte la incertesa en la variància de la mostra; tanmateix, serà una bona aproximació tret que la mida de la mostra sigui petita.
5. Una prova t es pot utilitzar per tenir en compte la incertesa en la variància mostral quan les dades són exactament normals.
6. Diferència entre la prova Z i la prova t : La prova Z s'utilitza quan la mida de la mostra és gran ( n > 50) o es coneix la variància de la població. La prova t s'utilitza quan la mida de la mostra és petita ( n < 50) i la variància poblacional és desconeguda.
7. No hi ha cap constant universal en la qual la mida de la mostra es consideri generalment prou gran per justificar l'ús de la prova de complements. Regles generals típiques: la mida de la mostra ha de ser de 50 observacions o més.
8. Per a mostres grans, el procediment de la prova t dóna valors de p gairebé idèntics que el procediment de la prova Z.
9. Altres proves de localització que es poden realitzar com a proves Z són la prova de localització de dues mostres i la prova de diferències aparellades.[5]

## Condicions
Perquè la prova Z sigui aplicable, s'han de complir certes condicions.
- Els paràmetres de molèstia s'han de conèixer o estimar amb alta precisió (un exemple d'un paràmetre de molèstia seria la desviació estàndard en una prova de localització d'una mostra). Les proves Z se centren en un únic paràmetre i tracten tots els altres paràmetres desconeguts com a fixos en els seus valors reals. A la pràctica, gràcies al teorema de Slutsky, es pot justificar la "connectació" d'estimacions consistents dels paràmetres molestos. Tanmateix, si la mida de la mostra no és prou gran perquè aquestes estimacions siguin raonablement precises, és possible que la prova Z no funcioni bé.
- L'estadística de prova ha de seguir una distribució normal. Generalment, s'apel·la al teorema del límit central per justificar la suposició que una estadística de prova varia normalment. Hi ha molta recerca estadística sobre la qüestió de quan una estadística de prova varia aproximadament normalment. Si la variació de l'estadístic de prova és fortament no normal, no s'hauria d'utilitzar una prova Z.

Si s'introdueixen estimacions dels paràmetres molestos tal com s'ha comentat anteriorment, és important utilitzar estimacions adequades per a la manera com es van mostrejar les dades. En el cas especial de les proves Z per al problema de localització d'una o dues mostres, la desviació estàndard habitual de la mostra només és adequada si les dades s'han recollit com una mostra independent.
En algunes situacions, és possible dissenyar una prova que tingui en compte adequadament la variació en les estimacions dels paràmetres molestos dels connectors. En el cas de problemes de localització d'una i dues mostres, això es fa amb una prova t.

## Exemple
Suposem que en una regió geogràfica concreta, la mitjana i la desviació estàndard de les puntuacions en una prova de lectura són 100 punts i 12 punts, respectivament. El nostre interès rau en les puntuacions de 55 estudiants d'una escola en particular que van obtenir una puntuació mitjana de 96. Podem preguntar-nos si aquesta puntuació mitjana és significativament inferior a la mitjana regional, és a dir, si els estudiants d'aquesta escola són comparables a una mostra aleatòria simple de 55 estudiants de la regió en conjunt o si les seves puntuacions són sorprenentment baixes?
Primer calculeu l'error estàndard de la mitjana:
{\displaystyle \mathrm {SE} ={\frac {\sigma }{\sqrt {n}}}={\frac {12}{\sqrt {55}}}={\frac {12}{7.42}}=1.62}
on {\displaystyle {\sigma }} és la desviació estàndard de la població.
A continuació, calculeu la puntuació z, que és la distància entre la mitjana de la mostra i la mitjana de la població en unitats de l'error estàndard:
{\displaystyle z={\frac {M-\mu }{\mathrm {SE} }}={\frac {96-100}{1.62}}=-2.47}
En aquest exemple, tractem la mitjana i la variància de la població com a conegudes, cosa que seria apropiada si tots els estudiants de la regió haguessin estat avaluats. Quan els paràmetres de la població són desconeguts, s'hauria de dur a terme una prova t de Student.
La puntuació mitjana de l'aula és de 96, que són −2,47 unitats d'error estàndard de la mitjana de la població de 100. Si busquem la puntuació z en una taula de la probabilitat acumulativa de la distribució normal estàndard, trobem que la probabilitat d'observar un valor normal estàndard per sota de −2,47 és aproximadament 0,5 − 0,4932 = 0,0068. Aquest és el valor p unilateral per a la hipòtesi nul·la que els 55 estudiants són comparables a una mostra aleatòria simple de la població de tots els examinats. El valor p bilateral és aproximadament 0,014 (el doble del valor p unilateral).
Una altra manera de dir les coses és que amb probabilitat 1 − 0,014 = 0,986, una mostra aleatòria simple de 55 estudiants tindria una puntuació mitjana de la prova dins de 4 unitats de la mitjana de la població. També podríem dir que amb un 98,6% de confiança rebutgem la hipòtesi nul·la que els 55 examinats siguin comparables a una mostra aleatòria simple de la població de examinats.
La prova Z ens indica que els 55 estudiants d'interès tenen una puntuació mitjana inusualment baixa en comparació amb la majoria de mostres aleatòries simples de mida similar de la població de candidats. Una deficiència d'aquesta anàlisi és que no considera si la mida de l'efecte de 4 punts és significativa. Si en comptes d'una aula, consideréssim una subregió que conté 900 estudiants amb una puntuació mitjana de 99, s'observaria gairebé la mateixa puntuació z i valor p. Això demostra que si la mida de la mostra és prou gran, diferències molt petites respecte al valor nul poden ser estadísticament molt significatives. Vegeu les proves d'hipòtesis estadístiques per a una discussió més detallada d'aquest tema.

## Ocurrència i aplicacions

### Per a l'estimació de màxima probabilitat d'un paràmetre
Les proves de localització són les proves Z més conegudes. Una altra classe de proves Z sorgeix en l'estimació de màxima versemblança dels paràmetres en un model estadístic paramètric. Les estimacions de màxima versemblança són aproximadament normals sota certes condicions, i la seva variància asimptòtica es pot calcular en termes de la informació de Fisher. L'estimació de màxima versemblança dividida pel seu error estàndard es pot utilitzar com a estadística de prova per a la hipòtesi nul·la que el valor poblacional del paràmetre és igual a zero. Més generalment, si {\displaystyle {\hat {\theta }}} és l'estimació de màxima probabilitat d'un paràmetre θ, i θ 0 és el valor de θ sota la hipòtesi nul·la,
{\displaystyle {\frac {{\hat {\theta }}-\theta _{0}}{{\rm {SE}}({\hat {\theta }})}}}
es pot utilitzar com a estadística de prova Z.
Quan s'utilitza una prova Z per a estimacions de màxima versemblança, és important tenir en compte que l'aproximació normal pot ser deficient si la mida de la mostra no és prou gran. Tot i que no hi ha cap regla simple i universal que estableixi la mida de la mostra per utilitzar una prova Z, la simulació pot donar una bona idea de si una prova Z és adequada en una situació determinada.
Les proves Z s'utilitzen sempre que es pot argumentar que una estadística de prova segueix una distribució normal sota la hipòtesi nul·la d'interès. Moltes estadístiques de prova no paramètriques, com ara les estadístiques U, són aproximadament normals per a mides de mostra prou grans i, per tant, sovint es realitzen com a proves Z.

### Comparació de les proporcions de dos binomis
La prova Z per comparar dues proporcions és un mètode estadístic que s'utilitza per avaluar si la proporció d'una determinada característica difereix significativament entre dues mostres independents. Aquesta prova aprofita la propietat que les proporcions de la mostra (que és la mitjana de les observacions procedents d'una distribució de Bernoulli) són asimptòticament normals sota el teorema del límit central, cosa que permet la construcció d'una prova Z.
L'estadística z per comparar dues proporcions es calcula mitjançant:
{\displaystyle z={\frac {{\hat {p}}_{1}-{\hat {p}}_{2}}{\sqrt {{\hat {p}}(1-{\hat {p}})\left({\frac {1}{n_{1}}}+{\frac {1}{n_{2}}}\right)}}}}
On:
- {\displaystyle {\hat {p}}_{1}} = proporció de la mostra a la primera mostra
- {\displaystyle {\hat {p}}_{2}} = proporció de la mostra a la segona mostra
- {\displaystyle n_{1}} = mida de la primera mostra
- {\displaystyle n_{2}} = mida de la segona mostra
- {\displaystyle {\hat {p}}} = proporció agrupada, calculada com a {\displaystyle {\hat {p}}={\frac {x_{1}+x_{2}}{n_{1}+n_{2}}}}, on {\displaystyle x_{1}} i {\displaystyle x_{2}} són el recompte d'èxits en les dues mostres.

L'interval de confiança per a la diferència entre dues proporcions, basat en les definicions anteriors, és:
{\displaystyle ({\hat {p}}_{1}-{\hat {p}}_{2})\pm z_{\alpha /2}{\sqrt {{\frac {{\hat {p}}_{1}(1-{\hat {p}}_{1})}{n_{1}}}+{\frac {{\hat {p}}_{2}(1-{\hat {p}}_{2})}{n_{2}}}}}}
On:
- {\displaystyle z_{\alpha /2}} és el valor crític de la distribució normal estàndard (per exemple, 1,96 per a un nivell de confiança del 95%).

L'EDM per quan s'utilitza la fórmula de la prova Z (bilateral) per comparar dues proporcions, incorporant valors crítics per a {\displaystyle \alpha } i {\displaystyle 1-\beta }, i els errors estàndard de les proporcions:
{\displaystyle {\text{MDE}}=|p_{1}-p_{2}|=z_{1-\alpha /2}{\sqrt {p_{0}(1-p_{0})\left({\frac {1}{n_{1}}}+{\frac {1}{n_{2}}}\right)}}+z_{1-\beta }{\sqrt {{\frac {p_{1}(1-p_{1})}{n_{1}}}+{\frac {p_{2}(1-p_{2})}{n_{2}}}}}}
On:
- {\displaystyle z_{1-\alpha /2}} : Valor crític per al nivell de significació.
- {\displaystyle z_{1-\beta }} : Quantil per a la potència desitjada.
- {\displaystyle p_{0}=p_{1}=p_{2}} Quan se suposa que el nul és correcte.